# میگل مارتینز
میگل مارتینز (فرانسوی: Miguel Martinez‎؛ زادهٔ ۱۷ ژانویهٔ ۱۹۷۶) دوچرخه‌سوار اهل فرانسه است.
وی در مسابقات کشوری و بین‌المللی در مجموع برندهٔ ۲ مدال طلا، ۲ مدال نقره، ۱ مدال برنز شده‌است.